# Малинский детинец
Малинский детинец — крепость древнерусского Малина в Деревской земле, ныне города в Житомирской области. Городище находится на мысовом выступе левого коренного берега реки Ирши, притока Тетерева, напротив впадения в неё речки Здривля. Изучалось Павлом Третьяковым, Михаилом Кучерой и Богданом Звиздецким. Городище имеет неправильную форму близкую к овальной и насчитывает до 60 м в длину и до 55 м в ширину, а площадь составляет 0,3 га. Со всех сторон городище окружено естественными барьерами: глубокими оврагами с крутыми склонами, а также руслом Ирши. Только узкая перемычка в северо-восточной части городища объединяет его с плато коренного берега. Оборонный вал защищал город с напольной северо-восточной стороны. До наших дней дошли отдельные участки вала высотой до 2 м. Юго-западная стрелка мыса подмыта разливами реки. В части, близкой к реке, был обнаружен довольно мощный культурный слой. Археологические находки позволили сделать вывод, что поселение на этом месте вознкило не позднее VIII века как укреплённый град древлян. В IX веке рядом с ним возникло неукреплённое поселение-посад. В конце X—XI веках жизнь на городище затухла, что связано военным противостоянием древлян и киевских князей. Однако в XII—XIII веках она возобновилась, прежде чем прервалась (вероятно, монгольским нашествием на Русь). Предполагается, что в XVI—XVII веках городище вновь использовалось как небольшое укрепление в Овручской волости Киевского воеводства.